# Куцаки
Куцаки (на гръцки: Πύργος Κουτσακίου, Κουτσάκι) е средновековно отбранително съоръжение, разположено в град Йерисос на полуостров Света гора, Гърция.

## Местоположение
Останките от кулата са разположени близо до 1-во основно училище в Йерисос. Кулата е до малко блато, до което има стар каменен мост. Там е било коритото на поток, който днес вече не съществува.

## История
Метохът Куцаки, който охранява кулата, се е състоял от ниви, принадлежащи на Иверския манастир, остатък от големите имоти на стария Коловоски манастир. В тези ниви до голяма степен е възстановен Йерисос, след унищожаването на старото селище от земетресението от 1932 година.
Кулата, според архивите на манастира, е построена между 1259 и 1283 година. Тя е опожарена по време на Халкидическото въстание през 1821 година от Мехмет Емин паша. Оттогава не е ремонтирана и не е използвана отново. В 20-те години на XX век кулата е взривена с динамит, за да се построи с камъните новото селско училище.

## Описание
От кулата са оцелели няколко реда камъни от основата. В голяма степен за изграждането й са използвани материали от съседния античен град Акант. Размерите на основата ѝ са около 10 х 9 m.